# Wasserverband
Wasserverbände sind Organisationen, die im Bereich der Wasserwirtschaft tätig sind. Ihre Organisationsform und Aufgaben können von Staat zu Staat variieren.

## Österreich
Das österreichische Wasserrechtsgesetz (WRG 1959, ab § 87) sieht vor, dass Wasserverbände gegründet werden können, wenn sich die Maßnahmen von Wassergenossenschaften über mehrere Gemeinden erstrecken. Als Mitglieder kommen eine Wassergenossenschaft, eine Gebietskörperschaft (z. B. Gemeinde, Stadt, Bundesland) oder ein zur Erhaltung öffentlicher Verkehrswege Verpflichteter in Frage.
Ein Wasserverband kann freiwillig, mit Beitrittszwang oder durch Bescheid des Landeshauptmannes (Zwangsverband) gegründet werden. Beim Zwangsverband müssen einige Einschränkungen zu den möglichen Tätigkeitsfeldern erfüllt sein (es müssen Maßnahmen zum Hochwasserschutz, der Trinkwasserversorgung, der Abwasserentsorgung sowie der Gewässeraufsicht oder Beitragsleistung sein, in jedem Fall muss das öffentliche Interesse daran gegeben sein, siehe § 88b, WRG, 1959).
Die Wasserverbände arbeiten nicht gewinnorientiert und ermöglichen die Mitbestimmung der Mitglieder in der Mitgliederversammlung. Des Weiteren besteht die Möglichkeit, dass sich Wasserverbände und Wassergenossenschaften unter Wahrung ihrer Rechtspersönlichkeit zu Dachverbänden zusammenschließen. Wasserverbände spielen eine maßgebende Rolle bei der Organisation der regionalen Wasserwirtschaft Österreichs. Sie ermöglichen den Zusammenschluss der Interessenten zur Lösung wasserwirtschaftlicher Aufgaben in großen, regionalen Einheiten unter Kontrolle der zuständigen Behörden.

## Deutschland
In Deutschland existiert als Organisationsform zur Unterhaltung oberirdischer Gewässer der Wasser- und Bodenverband (auf Grundlage der Landeswassergesetze bzw. der Ausführungsgesetze zum Wasserverbandsgesetz), der Zweckverband (meist auf zwischengemeindlicher Ebene) sowie der Wasserwirtschaftsverband (nach nordrhein-westfälischen Sondergesetzen).
Verbandsmitglieder sind im Verbandsgebiet vornehmlich die jeweiligen Eigentümer von Grundstücken und Anlagen, die jeweiligen Erbbauberechtigten sowie die Inhaber von Bergwerkseigentum (dingliche Verbandsmitglieder), die als Beteiligte von dem Verbandszweck einen Nutzen haben. Die Gründung des Verbandes kann entweder auf freiwilliger Basis erfolgen oder von Amts wegen, wenn es im öffentlichen Interesse geboten ist. Die einzelnen Länder  haben teilweise (z. B. Niedersachsen) sog. Ausführungsgesetze zum Wasserverbandsgesetz erlassen. An einem Wasserverband werden auf der Grundlage des öffentlichen Rechts alle an der Gewässerbewirtschaftung Beteiligten bzw. von ihr Betroffenen zusammengefasst.
Keine Wasserverbände im Sinne des deutschen Rechts sind Verbände, welche die öffentlich-rechtliche Aufgabe der Wasserversorgung und Abwasserbeseitigung wahrnehmen und nicht auch die Gewässerunterhaltung, zu diesen siehe Wasserzweckverband.

## Niederlande und Belgien

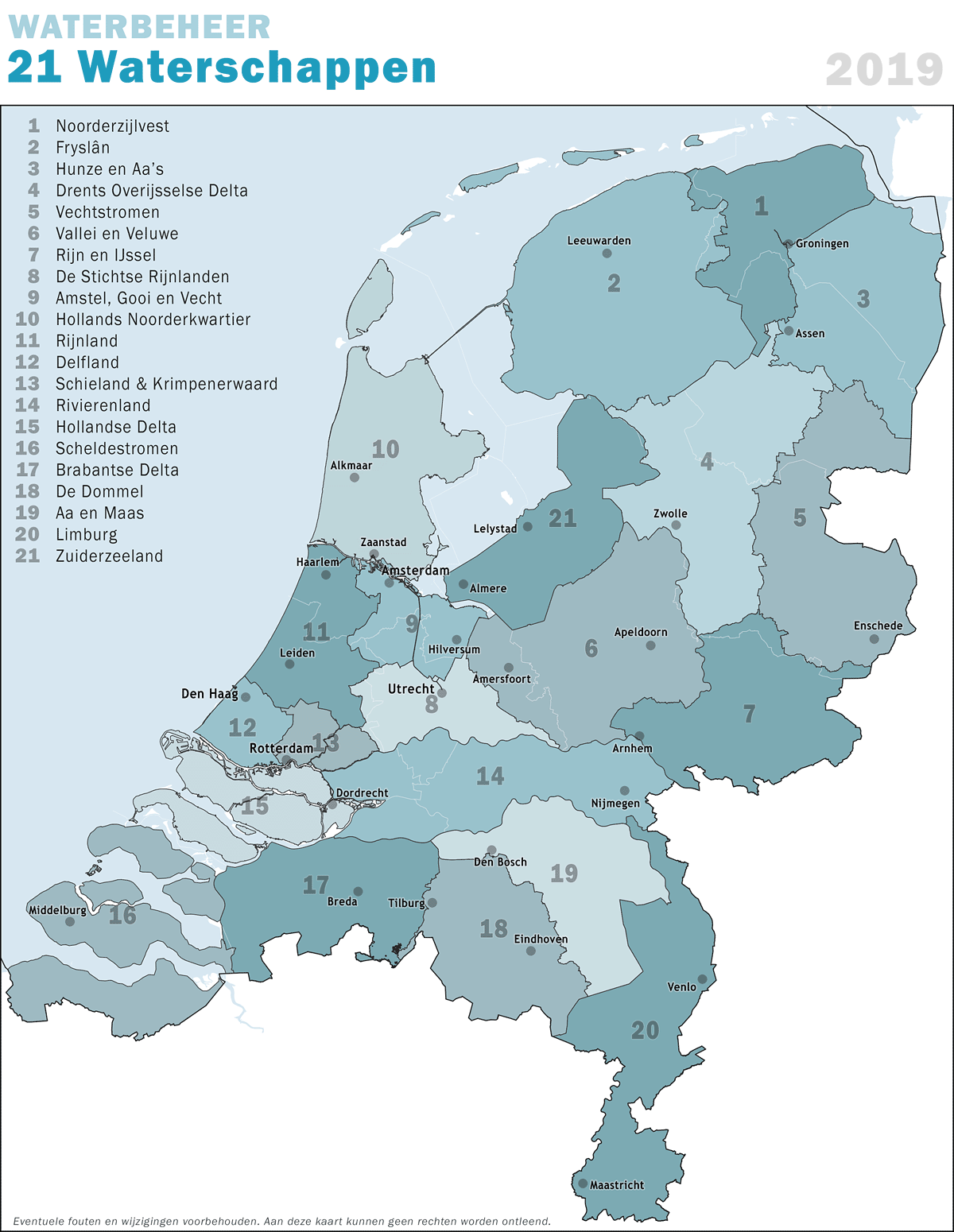
Die 21 waterschappen der Niederlande

Neben der dem niederländischen Ministerium für Verkehr und Wasserwirtschaft unterstellten zentralen Wasserbehörde Rijkswaterstaat existieren in den Niederlanden 21 regionale Wasserverbände (Deich-/Polderverbände), genannt waterschap beziehungsweise hoogheemraadschap (ins Engl. übertragen meist als waterboards). Hoogheemraadschap ist einer der fünf wichtigen waterschappen, die den Schutz des Landes vor dem Meer und den großen Flüssen als Aufgabe besitzen. Sie liegen in den Provinzen, die weitgehend unter dem Meeresspiegel liegen, also in Nord- und Südholland sowie Utrecht. Sie gehören zu den ältesten Institutionen der Niederlande. Im flämischen Belgien sind vergleichbare Institutionen die polders und wateringen.